# Vajtim
Vajtim ali Gjëmë (Gjâmë v gheškem narečju albanščine) je albanski obred petja žalostink in tožb za umrlim. Običajno pojejo žene ali skupine žena. V severni Albaniji je mogoče videti moške pri petju.

## Južna Albanija
V južni Albaniji ponavadi ena od žena zapoje pesniške verze, zbor pa za njo prevzame refren. V južni Albaniji je Vajtim stvar žena, v severni Albaniji pa lahko sodelujejo tudi moški. Pesem bo pokojnega pozivala, naj vendar vstane od mrtvih, ker vse, kar je imel v lasti in kar mu je bilo drago, kliče, da se vrne v življenje. V preteklosti so bogate družine za dober vajtim najemale poklicne žalovalke. Turški popotnik Evliya Çelebi je leta 1670 obiskal Gjirokastër v južni Albaniji, takrat del Osmanskega cesarstva, in poročal iz mesta naslednje: 
Prebivalci Gjirokastra žalujejo za svojimi pokojnimi sorodniki štirideset ali petdeset, pa tudi tja do osemdeset let. Vsako nedeljo se vsi sorodniki umrlega zberejo v domu in plačajo poklicnim žalovalkam, da jokajo in stokajo, tarnajo in objokujejo, skratka zganjajo glasen stok in jok. V nedeljo v kraju ni zdržati zaradi vsega tega hrupa in rjovenja. Gjirokastër sem imenoval mesto tarnanja. Neverjetno je, s kakim občutkom znajo te poklicne žalovalke jokati in tarnati, bolj kot za lastne sorodnike za nekoga, ki je že sto let mrtev in s katerim sploh niso v sorodu. In kako ti jamrajo! Šele ko jih izčrpa lakota, odnehajo.
Posebna vrsta Vajtimov je E qara me ligje (Jokanje s stokanjem), na katerega se naleti v Labëriji.  Klicaj pri petju je raztegnjen Oi-oi. Izraz Oirat je uporabil albanski skladatelj Aleksander Peči svoji operi Oirat. 

## Severna Albanija
Gjâma e Burrave, ( Tarnanje moških) je obred ob smrti, ki ga opravljajo samo moški, in to samo v albanskem visokogorju Dukagjin, Gjakovë in Iballë, Pukë.  Da se ta obred opravi, je potreben sklepčni zbor desetih ali več moških. Med obredom se možje tolčejo po prsih in praskajo po obrazu, ponavljajoč ves čas: O i mjeri unë për ty o biri / nipi / miku jem, (O jaz ubožec, o moj sin - nečak, prijatelj, odvisno od pokojnika). Namen obreda Gjâma je bil, dati svoji žalosti duška, hkrati pa širiti žalostno novico po sosednjih krajih, da so tudi drugi prišli obiskat pokojnikovo družino. V času komunističnega režima je bil obred strogo prepovedan. Ponovno je zaživel po letu 1990.   Izvor Gjâme je povezan s smrtjo Skenderbega leta 1468. Marinu Barletiju naj bi si Lekë Dukagjini ruval lase in pulil brado ob globoki žalosti zaradi smrti svojega voditelja. Tradicija se je ohranila v področju Malësia. 
Albanski katoličani z Malësia so Gjâmo opravljali pogosteje kot pa muslimani. Muslimanska vera moškemu prepoveduje jokati za mrtvimi. Albanski katoličani v Črni gori Gjâme danes ne opravljajo več, namesto tega najemajo Gjâmatarë, poklicne žalovalke iz severne Albanije. 
Vajtim je v albanski mitologiji dobro znan. Med najlepše dele cikla Krešnikov spada Vajtimi i Ajkunës, (Ajkuna žaluje). 